# Halloween Havoc 1995
|  | Sammenskrivningsforslag Artiklen Halloween Havoc 1995 er foreslået føjet ind i Halloween Havoc. (Siden juni 2017) Diskutér forslaget |

Halloween Havoc 1995 var en pay-per-view inden for wrestling, der blev afholdt af WCW, og vist 29. oktober 1995. Den foregik i Detroit, USA.

## Vigtigste kampe
- Randy Savage besejrede Zodiac
- Lex Luger besejrede Meng
- Sting og Ric Flair besejrede Arn Anderson og Brian Pillman
  - Sting kom alene til ringen, da Ric Flair angiveligt var skadet. Sting kæmpede en flot, hård handikapmatch mod Arn Anderson og Brian Pillman, og Sting var flere gange tæt på at få sejren. Senere i kampen kom Ric Flair med plaster over det ene øje til Stings hjælp, og da Sting endelig får mulighed for at skifte Flair ind, angriber Ric Flair sin tagteam-makker Sting, og de alle tre går amok på Sting. Ric Flair, Arn Anderson og Brian Pillman signalerer gendannelsen af den legendariske firmandsgruppe The Four Horsemen.
- Monster Truck Match: Hulk Hogan besejrede The Giant
  - The Giant angriber efter kampen Hulk Hogan på toppen af arenaen. I en ulykke bliver The Giant smidt ud over kanten og ned i floden.
- Randy Savage besejrede Lex Luger
- WCW World Heavyweight Title: The Giant besejrede Hulk Hogan via diskvalifikation
  - Hulk Hogan kommer til ringen og undskylder for at have smidt The Giant ud over kanten i monstertruckmatchen. Lige pludselig spilles entrance-musikken for Dungeon of Doom, og The Giant kommer med The Taskmaster til ringen. Kampen går som planlagt i gang. Hulk Hogan får til sidst overtaget, men bliver angrebet af sin manager, Jimmy Hart, med VM-bæltet. Dommeren diskvalificerer Hulk Hogan, da det var Hogans manager, der afbrød kampen. Randy Savage og Lex Luger kommer til ringen, men det er kun Savage, der forsøger at hjælpe Hogan. Lex Luger afslører sig selv som medlem af Dungeon of Doom og angriber Randy Savage og går senere efter Hulk Hogan. Samtidig kommer The Yeti, en kæmpe mumie, og angriber Hogan og Savage. På grund af en lille detalje indført i kontrakten af Jimmy Hart, blev det senere afsløret, at Hulk Hogan mister sin titel, selvom han tabte via diskvalifikation.